# Pequenas Grandes Mulheres: Dallas
Pequenas Grandes Mulheres: Dallas é um reality show americano que estreou em 2 de novembro de 2016 no Lifetime. A série é um spin-off da série de franquia Pequenas Grandes Mulheres: LA. A série narra a vida de mulheres pequenas que são amigas e vivem em Lone Star State, Dallas, Texas.

## Elenco
| Amanda Loy         | Principal  | Principal  |           |
| Caylea Woodbury    | Principal  | Principal  | Principal |
| Tiffani Chance     | Principal  | Principal  | Principal |
| Bri Barlup         | Principal  | Principal  | Principal |
| Asta Jovens        | Principal  | Principal  | Principal |
| Emily Fernandez    | Principal  | Principal  | Principal |
| Brichelle Humphrey | Recorrente | Recorrente | Principal |